# Xã Blue Cane, Quận Greene, Arkansas
Xã Blue Cane (tiếng Anh: Blue Cane Township) là một xã thuộc quận Greene, tiểu bang Arkansas, Hoa Kỳ. Năm 2010, dân số của xã này là 57 người.